# Bateau à bascule

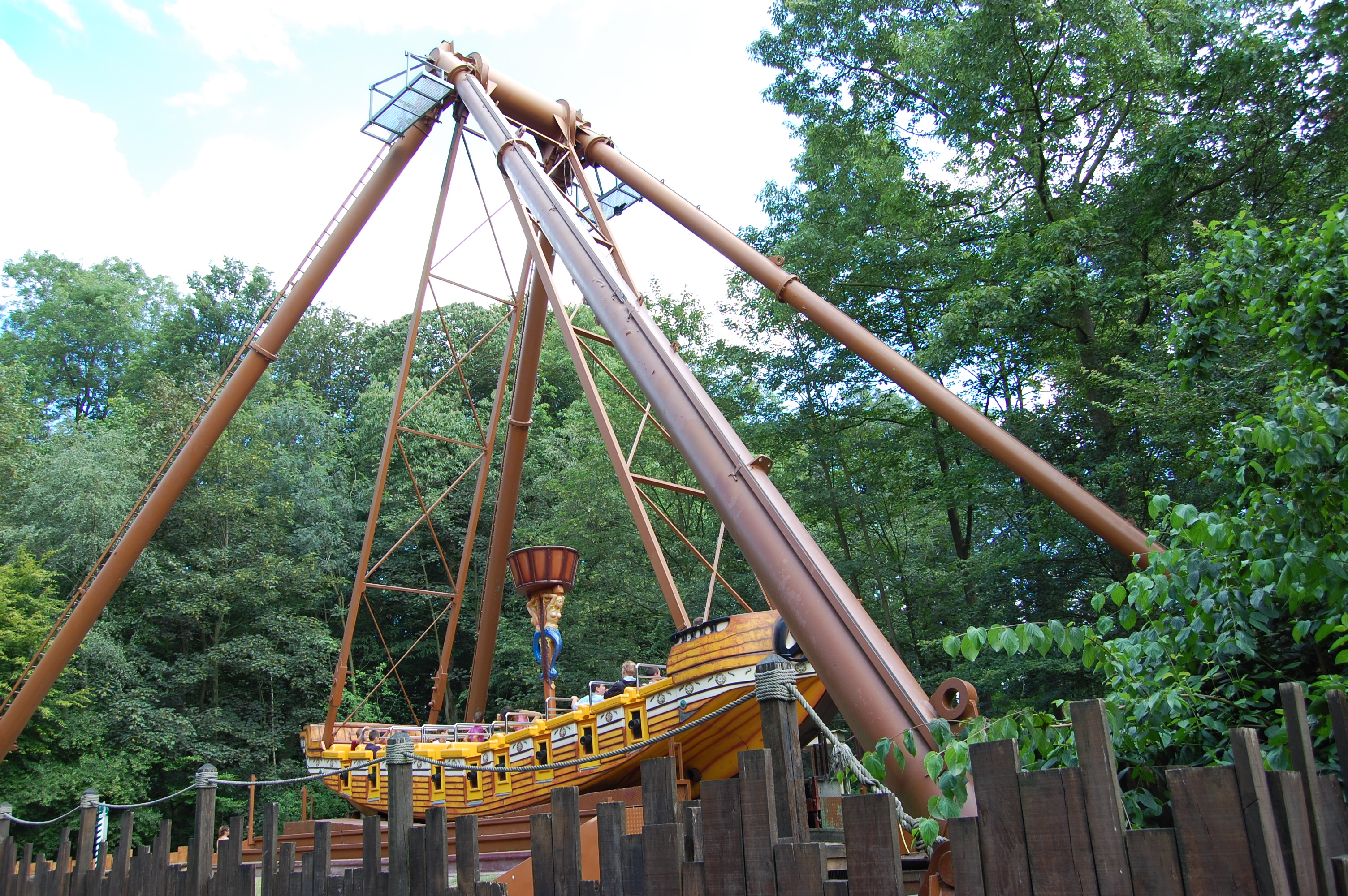
Bateau pirate à Bellewaerde.

Un bateau à bascule, souvent surnommé bateau-pirate, est une attraction de type pendule, sorte de balançoire géante, utilisée dans quelques fêtes foraines et de nombreux parcs d'attractions.

## Concept et opération
Cette attraction consiste en une nacelle (souvent sous le thème d'un bateau de pirates) placée à l'extrémité du bras d'un pendule. La nacelle effectue des mouvements pendulaires d'avant en arrière afin de simuler l'effet du creux de vagues. Les passagers subissent différents niveaux d'angles.
Ce type d'attraction est inventé entre 1893 et 1897 par Charles Albert Marshall à Tulsa dans l'Oklahoma sous le nom de The Ocean Wave (la vague de l'océan). La présence de l'attraction est attestée en 1897 au sein du Marshall Bros Circus, le cirque dirigé par les frères Charles, Mike, Will et Ed Marshall, leur famille et amis.
La version traditionnelle du bateau-pirate ne fait pas d'inversion (rotation complète) et fait un arc maximal de 180°. Le sol de la nacelle se trouve, lorsqu'elle atteint le point le plus élevé, à la verticale (90°) par rapport au sol. Pour cette raison la version traditionnelle comprend rarement des systèmes de sécurité plus sophistiqués que des ceintures ou une barre latérale transverse commune à chaque rangée.
Techniquement parlant, le bateau à bascule est défini comme une plateforme mobile en rotation pendulaire autour d'un axe situé en hauteur. L'axe n'est donc pas vertical et la rotation n'est pas parallèle au sol.
Un pneu tournant dans deux sens différents, ou deux pneus tournant en sens inverse, assurent le démarrage, puis l'impulsion des lancements du bateau par frottement sur un rail situé sous la coque, puis enfin le freinage jusqu'à l'arrêt.
Il existe des variantes pouvant accentuer les angles maximum de la nacelle, voire créer une rotation complète. Ces modifications engendrent l'ajout de systèmes de sécurité plus contraignants tels que des harnais.

## Variantes

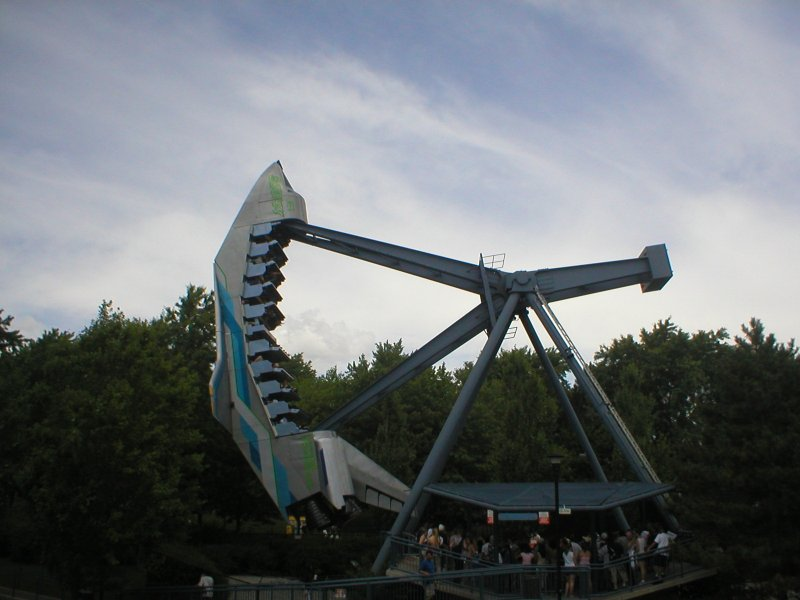
Modèle Looping Starship, Canada's Wonderland (1990-2010).

Il existe plusieurs variantes dont :
- des versions permettent des angles maximum supérieurs à 90°.
- Looping Starship (navette spatiale tournoyante) pouvant effectuer une rotation complète
- Kamikaze avec deux bras mais sans support en A.

## Les attractions de ce type
Présent au départ dans de nombreuses fêtes foraines comme la Foire du Trône, du fait de la simplicité de sa conception et des sensations importantes aux extrémités, le bateau à bascule est présent sous divers formats dans plusieurs parcs d'attractions.

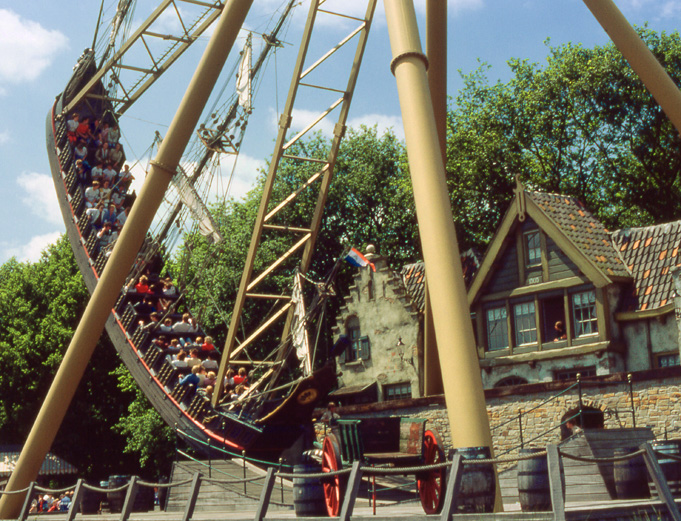
De Halve Maen à Efteling

- Bateau pirate à la Foire du Trône (existant depuis les années 1950 (où la position « debout » était possible)[1],[2], il est remplacé par un de plus grande taille vers 1979 et resté l'un des plus grands existant actuellement)[réf. nécessaire]
- Bateau pirate au parc Le Pal.
- Bag pearl au parc Bagatelle
- Caribbean Boat à Walygator Grand Est
- Conquistador au parc d'attractions sud-coréen Lotte World.
- Crazy Galleon au parc d'attractions hongkongais Ocean Park Hong Kong.
- De Halve Maen à Efteling (le plus grand d'Europe).
- Galion pirate au parc d'attractions Nigloland.
- La Galère au Parc Astérix.
- Vindjammer au parc d'attractions Europa-Park.

Il existe de nombreux fabricants de Bateau à bascule :
- Chance Rides, sous le nom de Pharaoh's Fury
- Far Fabbri, sous le nom de Pirate Ship.
- Huss Rides, sous le nom de Pirate Boat.
- Mulligan, sous le nom de Sea Ray.
- S.D.C., aussi sous le nom de Bateau pirate.
- Intamin sous le nom de Bounty.
- Zamperla
  - la version traditionnelle sous le nom de Galleon.
  - la variante River Rocker, sous l'apparence de canoë.
- Kings Island possédait une version baptisée Flying Dutchman, revendue à Six Flags Kentucky Kingdom.

## Records
Le 1er mai 2014, Sam Clauw passe cinquante heures à bord du Bateau pirate de Bellewaerde en Belgique, récoltant 1 280 € pour l'Association ALTA de sauvegarde des léopards.